# Patronato (station)
Patronato är en tunnelbanestation i tunnelbanesystemet Metro de Santiago i Santiago, Chile. Nästföljande station i riktning mot Vespucio Norte är Cerro Blanco och nästa station i riktning mot La Cisterna är Puente Cal y Canto.